# 30406 Middleman
30406 Middleman è un asteroide della fascia principale. Scoperto nel 2000, presenta un'orbita caratterizzata da un semiasse maggiore pari a 2,2527203 UA e da un'eccentricità di 0,1156032, inclinata di 3,57112° rispetto all'eclittica.